# Referendum sull'indipendenza della regione autonoma di Bougainville del 2019
Il referendum sull'indipendenza della regione autonoma di Bougainville del 2019 è stato un referendum per l'indipendenza svolto tra il 23 novembre e il 7 dicembre 2019 per votare sull'indipendenza della regione dalla Papua Nuova Guinea ai sensi dell'accordo che ha posto termine alla guerra civile di Bougainville.
Gli elettori hanno avuto la possibilità di richiedere una maggiore autonomia all'interno della Papua Nuova Guinea o la piena indipendenza. Il voto non è vincolante e il governo della Papua Nuova Guinea ha l'ultima parola su ciò che Bougainville potrebbe diventare nel caso in cui gli elettori scelgano l'indipendenza.

## Datazione
Inizialmente la votazione era prevista per il 15 giugno 2019, ma è stata ritardata al 17 ottobre a causa di problemi legati ai finanziamenti. Il referendum è stato nuovamente rinviato al 23 novembre su richiesta della Bougainville Referendum Commission per garantire maggiore credibilità alla votazione in modo che possano votare più persone.

## Quesito referendario
La domanda posta ai votanti è:
1. Greater Autonomy
2. Independence?»

1. Avere più autonomia
2. Diventare indipendente?»

(Testo del quesito referendario)

## Risultati
| Opzioni                | Opzioni                  | Voti    | %     |
| ---------------------- | ------------------------ | ------- | ----- |
|                        | Avere maggiore autonomia | 3.043   | 1,69  |
|                        | Diventare indipendente   | 176.928 | 98,31 |
| Totale dei voti validi | Totale dei voti validi   | 179.971 | 99,39 |
| Schede bianche/nulle   | Schede bianche/nulle     | 1.096   | 0,61  |
| Totale dei voti        | Totale dei voti          | 181.067 | 100   |
| Aventi diritto al voto | Aventi diritto al voto   | 207.213 | 87,38 |